# NGC 5664
NGC 5664 é uma galáxia espiral (Sa) localizada na direcção da constelação de Libra. Possui uma declinação de -14° 37' 10" e uma ascensão recta de 14 horas, 33 minutos e 43,7 segundos.
A galáxia NGC 5664 foi descoberta em 1886 por Frank Leavenworth.